# Mánes
Mánes (także: Šítkovský mlýn) – funkcjonalistyczny pawilon wystawowy z 1930 zlokalizowany w centrum Pragi, na odgałęzieniu rzeki Wełtawy, łączący stały ląd (Masarykovo nábřeží) z wyspą Slovanský ostrov. 

## Historia
Lewicowe Towarzystwo Sztuk Plastycznych Mánes zostało założone w 1887 przez studentów Akademii Sztuk Pięknych oraz Szkoły Artystycznej i Przemysłowej w Pradze. Członkowie organizowali regularne wystawy w Pradze i innych miastach czeskich, jak również poza granicami tego kraju. W 1923 zrodził się pomysł pozyskania własnej przestrzeni wystawienniczej dla towarzystwa, tak by nie musiało ono korzystać z różnych tymczasowych lokalizacji. W tym czasie miasto Praga kupiło młyny i magazyny wzdłuż Wełtawy. „Mánes” odkupił od miasta nabrzeże, na którym znajdowały się Šítkovskie Młyny. W 1927 rozpoczęto prace związane z wyburzeniem ścian fundamentowych, które zaburzyły statyczność stojącej obok wieży ciśnień (Šítkovská vodárenská věž). Musiała ona zostać wzmocniona wieńcem z żelbetu, ale pozostała pochylona do dziś. 
Członkowie „Mánesa” zebrali komitet ds. budowy nowego pawilonu, na który składały się z następujące osoby: Otto Gutfreund, Karel Dvořák, Emil Filla, Josef Gočár (przewodniczący), Josef Groh, Bohumil Kafka, dr. Matějček i dr. V. V. Štech. Projekt stworzył Otakar Novotný, który nakreślił projekt konstruktywistyczny, z niską bryłą, monochromatyczny, z dużymi przeszkleniami. Udało mu się wstawić nowy budynek pomiędzy nabrzeże a wyspę Slovanský ostrov, dzięki czemu lokalizacja przypominała dawny układ wyburzonych młynów. Prace budowlane przeprowadziła firma, której właścicielem był budowniczy Matěj Blecha. Budynek był bardzo trudny w konstrukcji i co za tym idzie kosztowny. Towarzystwo musiało na budowę pożyczyć środki, ale mimo to 30 października 1930 Josef Gočár dokonał inauguracji budowli. 
Pierwsza wystawa, która się tutaj odbyła, nosiła tytuł Stulecie sztuki czeskiej 1830–1930. Centralną przestrzenią wystawienniczą była sala o powierzchni 300 m². Towarzyszyły jej inne sale i przestrzenie klubowe, nad którymi dominowała sala z widokiem na Teatr Narodowy. Jego frontowa ściana była wówczas największą taflą szklaną w Pradze. Pomieszczenia wystawowe uzupełniały lokale gastronomiczne i handlowe do wynajęcia: francuska restauracja, cukiernia, kawiarnia, bar Luculus i przez pewien czas salon samochodowy. Kubistyczne murale na suficie restauracji namalował Emil Filla. Czynsz służył spłacie długu, który ostatecznie uregulowano dopiero w 1948.
W lutym 1948 działalność stowarzyszenia została siłą wstrzymana, a majątek towarzystwa skonfiskowały władze komunistyczne. Zasób ten przeszedł w ręce Związku Artystów Czeskich. W latach 1980–1987 budynek został zrekonstruowany, jednak zaniedbano prace na dolnej kondygnacji. Podczas rekonstrukcji odrestaurowano za to kubistyczny mural autorstwa Filli. W 1995 budynek był w katastrofalnym stanie technicznym i wymagał natychmiastowych działań ratowniczych. Na początku 1996 wykonano przebudowę i konserwację dolnej kondygnacji (projektantem był inż. Zdeněk Kysela).
Budynek jest siedzibą Związku Artystów Plastyków. W 2017 grupa artystyczna Bolt958 zorganizowała akcję  „Mánes krwawi i zaczyna śmierdzieć”, rozlewając do rzeki przy obiekcie czerwoną substancję. Był to protest przeciwko komercjalizacji pawilonu, w którym zamiast wystaw sztuki, organizowano prezentacje produktów różnych marek, m.in. Reebok i Ferrari. 

## Odbiór
Według Mariusza Szczygła „w Pradze całe lata debatowano nad tym, który dom jest najobrzydliwszy. Kiedy zbudowano Mánes, dyskusje ustały”'. Živnostenská banka początkowo odmówiła kredytowania przedsięwzięcia, ale ostatecznie zgodziła się na udzielenie pożyczki (podobno za namową żony prezesa, bywalczyni kawiarni „Slavia”, w której stykała się z członkami „Mánesu”). Czasopismo „Národní politika” oceniła bryłę (widzianą od strony ulicy Myslíkovej) jako  „cios między oczy”.